# 장수도롱뇽속
장수도롱뇽속은 장수도롱뇽과에 속한다. 세계에서 가장 큰 도롱뇽을 포함하며, 일본장수도롱뇽은 1.44미터까지 자라며, 중국장수도롱뇽은 최대 1.80미터에 달한다.

## 종
- 치멘장수도롱뇽 (Andrias Cheni)
- 중국장수도롱뇽 (Andrias davidianus)
- 일본장수도롱뇽 (Andrias japonicus)
- 장시장수도롱뇽 (Andrias jiangxiensis)
- † 마태오장수도롱뇽 (Andrias matthewi)
- † Andrias scheuchzeri
- 남중국장수도롱뇽 (Andrias sligoi)